# Montagna Palombara
Montagna Palombara è un sito archeologico e un monte situato tra Agrigento e Raffadali.

## Sito archeologico
Dentro una fenditura sui fianchi del colle Palombara, a tre chilometri ad ovest di Raffadali, alcuni speleologi hanno scoperto, alla fine di un grande cunicolo, uno slargo con stalattiti, e, saldate al suolo, ossa calcificate e cocci fittili della Facies Castellucciana.
Fino agli anni cinquanta, secondo Lo Mascolo, a poche centinaia di metri da Raffadali vi erano ancora grotte più grandi, ora non più esistenti, vere e proprie stanze scavate nella roccia. Una grandissima, nel poggio di Terranova, un'altra semidistrutta verso nord - ovest scavata sul piccolo masso roccioso, sul quale sorgeva la cappella della Madonna delle Grazie, dalla quale la contrada prende il nome. Altre grotte si trovano sul cozzo dove sorge la chiesa di S. Antonio Abate presso la quale, nel secolo scorso, ve ne erano delle altre.